# Lweibdeh Sharki
Lweibdeh Sharki (tiếng Ả Rập: لويبدة شرقية) là một ngôi làng Syria nằm ở Sinjar Nahiyah ở huyện Maarrat al-Nu'man, Idlib. Theo Cục Thống kê Trung ương Syria (CBS), Lweibdeh Sharki có dân số là 172 trong cuộc điều tra dân số năm 2004.